# 別所町花尻
別所町花尻（べっしょちょうはなしり）は、兵庫県三木市の大字。旧・美嚢郡別所村大字花尻。郵便番号は673-0446。

## 地理
別所地区の中南部に位置する。東側は別所町西這田及び別所町巴、西側は別所町石野、南側は加古郡稲美町下草谷・草谷、北側は別所町和田と接する。

## 歴史

### 地名の由来
この地は「水の落ちる尻」に当たるから「鼻の尻」と呼ばれていた。後に「鼻尻」から佳字を充て「花尻」になった。

### 沿革
- 1954年6月1日 - 三木市新設の際に、三木市別所町花尻になる。

### 字域の変遷
| 実施前               | 実施年       | 実施後           |
| -------------------- | ------------ | ---------------- |
| 美嚢郡別所村大字花尻 | 1954年6月1日 | 三木市別所町花尻 |

## 世帯数と人口
2022年（令和4年）7月31日現在の世帯数と人口は以下の通りである。
| 町丁       | 世帯数  | 人口  |
| ---------- | ------- | ----- |
| 別所町花尻 | 114世帯 | 247人 |

## 小・中学校の学区
市立小・中学校に通う場合、学区は以下の通りとなる。
| 番地 | 小学校             | 中学校             |
| ---- | ------------------ | ------------------ |
| 全域 | 三木市立別所小学校 | 三木市立別所中学校 |

## 交通

### 鉄道
地内には鉄道は走っていない。

### バス
- 神姫バス
- みっきぃバス

### 道路
- 兵庫県道20号加古川三田線

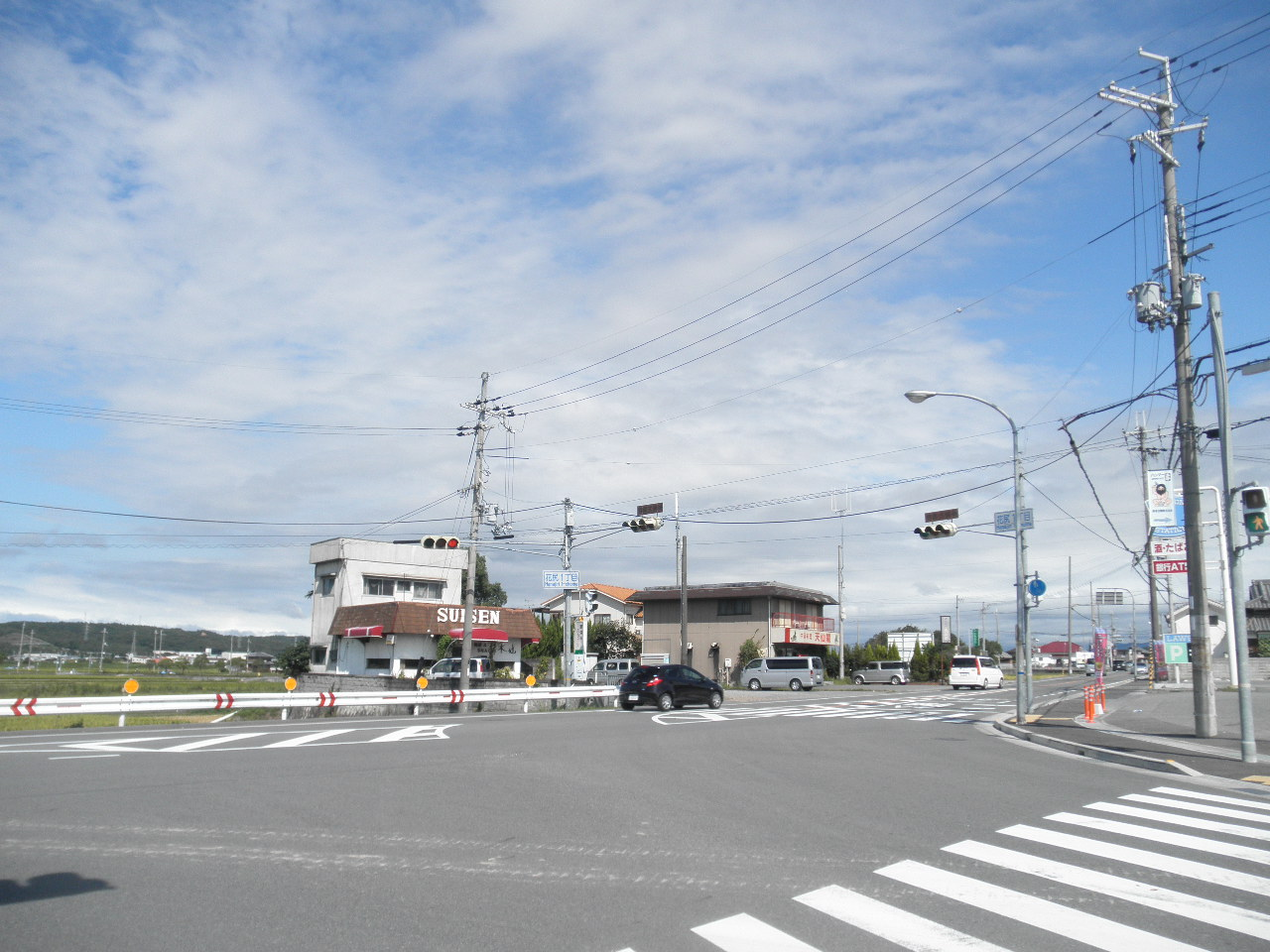
兵庫県道20号加古川三田線 花尻1丁目で撮影

## 施設
- 八雲神社
- 花尻公民館